# Ainsworth (Schiff)
USS Ainsworth (DE/FF-1090) war ein Geleitzerstörer, am 1. Juli 1975 umklassifiert zur Fregatte der Knox-Klasse der United States Navy. Das nach Vizeadmiral Walden L. Ainsworth benannte Schiff diente von 1973 bis 1994 in der US-Marine und von 1994 bis 2005 in der Türkei.

## Geschichte
Die Kiellegung der Ainsworth erfolgte am 11. Juni 1971 bei Avondale Shipyards, New Orleans. Nach der Taufe durch die Witwe des Namensgebers lief das Schiff am 15. April 1972 vom Stapel, die Indienststellung bei der US-Marine erfolgte nach weiteren Ausrüstungsarbeiten am 31. März 1973. Die erste Erprobungsfahrt im Sommer 1973 führte das Schiff in die Karibik. 
Nach einem Werftaufenthalt, bei dem kleinere Schäden behoben wurden, begann im Februar 1974 der erste Einsatz, der das Schiff im Laufe des Jahres um Südamerika und das Kap Hoorn führte. Die erste Hälfte des Jahres 1975 verbrachte die Ainsworth wieder in der Karibik. Im Juni folgte der erste Aufenthalt mit der 6. US-Flotte im Mittelmeer. Nach Besuchen in Spanien und England kehrte sie im April 1976 nach Norfolk zurück. 1977 nahm sie an der „CARIBEX 1-77“-Übung teil, im März folgte dann ein erneuter Einsatz in europäischen Gewässern, dieser dauerte bis Oktober 1977. 1978 nahm das Schiff an mehreren Großübungen im Nordatlantik teil und wurde als Trainingsschiff für Hubschrauberbesatzungen genutzt. Im Frühjahr 1979 folgte ein weiterer Karibikeinsatz. In der zweiten Jahreshälfte wurde die Fregatte ins Mittelmeer verlegt. Im Dezember gehörte sie zur amerikanischen Nahost-Flotte, um während der Geiselnahme von Teheran eingreifen zu können. Im April 1980 kehrte sie dann in ihren Heimathafen zurück. Im August 1980 nahm die Ainsworth an einer NATO-Übung in der Nordsee teil und besuchte die Anrainerstaaten. Nach der Rückkehr nach Norfolk im Januar 1981 folgte im April der nächste Einsatz im Mittelmeer. Zusammen mit mehreren US-Flugzeugträgern nahm sie dort an multinationalen Übungen teil. Im September kehrte die Fregatte nach Norfolk zurück und ging für einen Monat zur Überholung ins Dock.

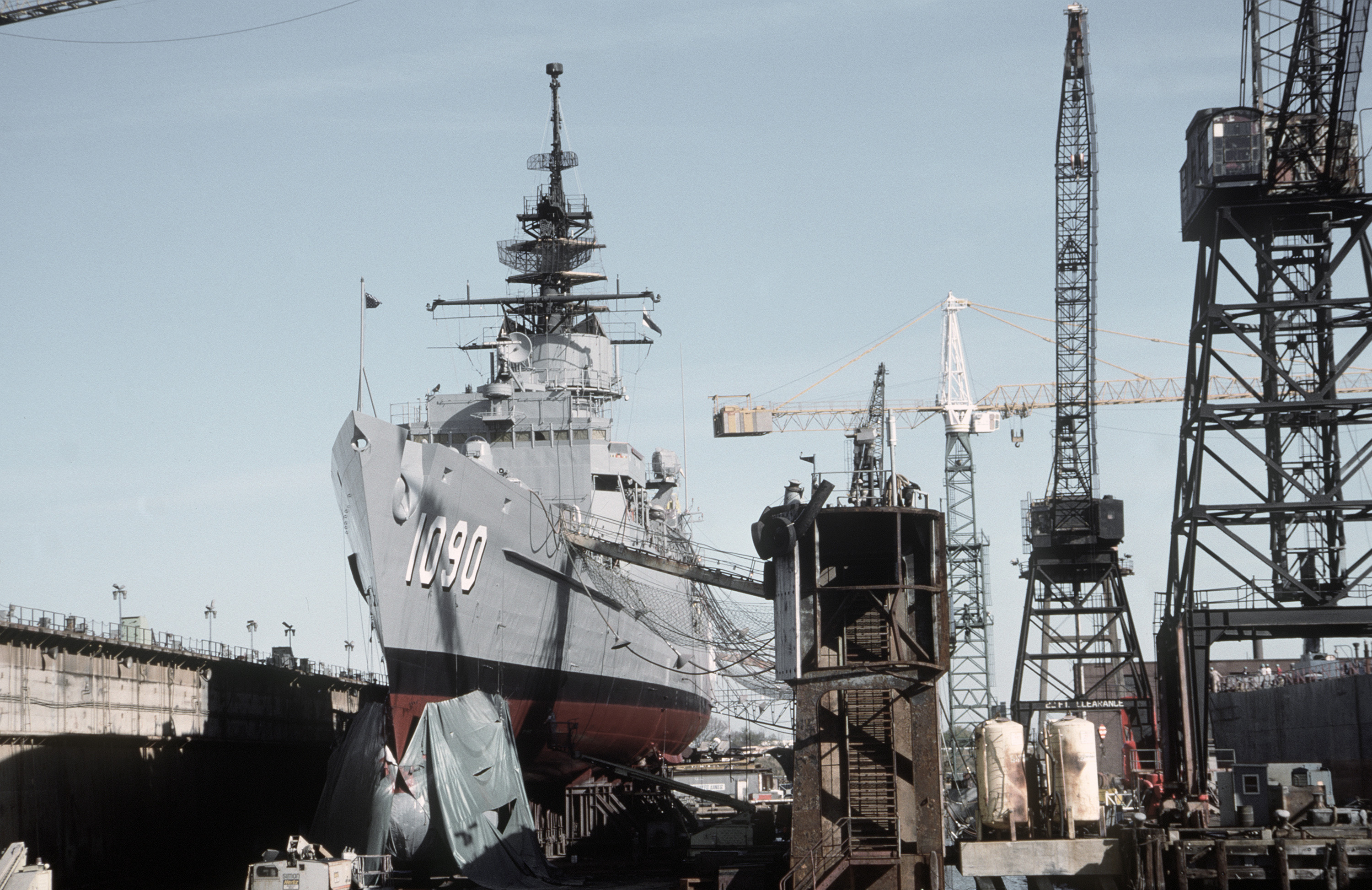
Ainsworth im Trockendock

Die nächsten Einsätze führten die Ainsworth im Herbst 1981 und Frühjahr 1982 wieder in die Karibik, den Rest des Jahres 1982 verbrachte sie vor der US-Ostküste. Erst im Dezember folgte wieder ein Einsatz mit der 6. Flotte im Mittelmeer, dieser dauerte bis Mai 1983. Von August 1983 bis zum März 1984 lag das Schiff im Dock in Norfolk, wo umfangreiche Modernisierungen vorgenommen wurden. Anschließend erprobte das Schiff bis ins Frühjahr 1985 seine neue Ausrüstung und nahm an umfangreichen Übungen im Karibikraum teil. Im August 1985 schloss sich ein weiterer sechsmonatiger Mittelmeereinsatz an. Die Jahre 1986 und 1987 verbrachte die Ainsworth in amerikanischen Gewässern. 1988 wurde sie im Dock noch einmal grundlegend überholt. Von 1990 bis zu ihrer Außerdienststellung diente das Schiff als Trainingsschiff der Naval Reserve Force.
Nach über 20 Jahren Dienstzeit wurde die Fregatte am 27. Mai 1994 außer Dienst gestellt und an die Türkei verpachtet. Dort wurde sie seitdem als Ege (F-256) eingesetzt. Am 11. Januar 1995 wurde sie aus dem amerikanischen Naval Vessel Register gestrichen, am 29. September 1999 erwarb die türkische Marine das Schiff endgültig. Die Ege wurde  am 21. März 2005 außer Dienst gestellt, sie liegt seitdem in Reserve.